# ロニー・マクフォール
ロニー・マクフォール（英語: Ronnie McFall, 1945年7月18日 - ）は、北アイルランドのアーマー県ポータダウン出身のサッカー選手、サッカー指導者。1986年12月から2016年3月までポータダウンの監督を務め、欧州1部リーグに所属する一つのクラブで監督在位期間の長い指導者として知られていた。

## 来歴
選手時代はディフェンダーとしてダンディー・ユナイテッドやグレントラン、アーズ、ポータダウンに所属し、1976-77シーズンにアイリッシュ・フットボールリーグ優勝を果たした。
現役引退後は1979年から1984年までグレントランで監督を務め、1980-81シーズンのアイリッシュ・フットボールリーグと1982-83シーズンのアイリッシュカップで優勝した。

### ポータダウン監督時代
1986年12月21日にポータダウンの監督に就任した。アレックス・ファーガソンがマンチェスター・ユナイテッドの監督に就任した6週間後の出来事だった。当時、低迷していたクラブを復活させ、1989-90シーズンのアイリッシュ・フットボールリーグで初優勝に導いた。1990-91シーズンにはリーグ戦2連覇と共にアイリッシュカップ初優勝を果たし、二冠を達成した。
2007年、大英帝国勲章（MBE）を受章した。
2011年12月、ポータダウンで監督在籍期間25年を迎えた。当時、現役監督としてアレックス・ファーガソンに次ぐ2番目に欧州で在籍期間の長い監督だった。
2013年11月、北アイルランド・サッカーリーグで監督として指揮した試合数が1000試合に到達した。内訳はグレントランで137試合、ポータダウンで863試合である。同年5月にアレックス・ファーガソンがマンチェスター・ユナイテッド監督を退任したため、欧州で最も在籍期間の長い現役監督となった。
2016年3月、約29年間務めたポータダウン監督を辞任した。

## タイトル

### 選手時代
グレントラン
- IFAプレミアシップ：1回
  - 1976-77

### 監督時代
グレントラン
- IFAプレミアシップ：1回
  - 1980-81
- アイリッシュカップ：1回
  - 1982-83

ポータダウン
- IFAプレミアシップ：4回
  - 1989-90, 1990-91, 1995-96, 2001-02
- アイリッシュカップ：3回
  - 1990-91, 1998-99, 2004-05
- 北アイルランド・フットボールリーグカップ：2回
  - 1995–96, 2008–09
- NIFLチャリティ・シールド：1回
  - 1999

個人
- IFAプレミアシップ 年間最優秀監督賞：5回[3]